# Gnolus cordiformis
Gnolus cordiformis är en spindelart som först beskrevs av Hercule Nicolet 1849.  Gnolus cordiformis ingår i släktet Gnolus och familjen kaparspindlar. Inga underarter finns listade i Catalogue of Life.